# Lugano Arte e Cultura

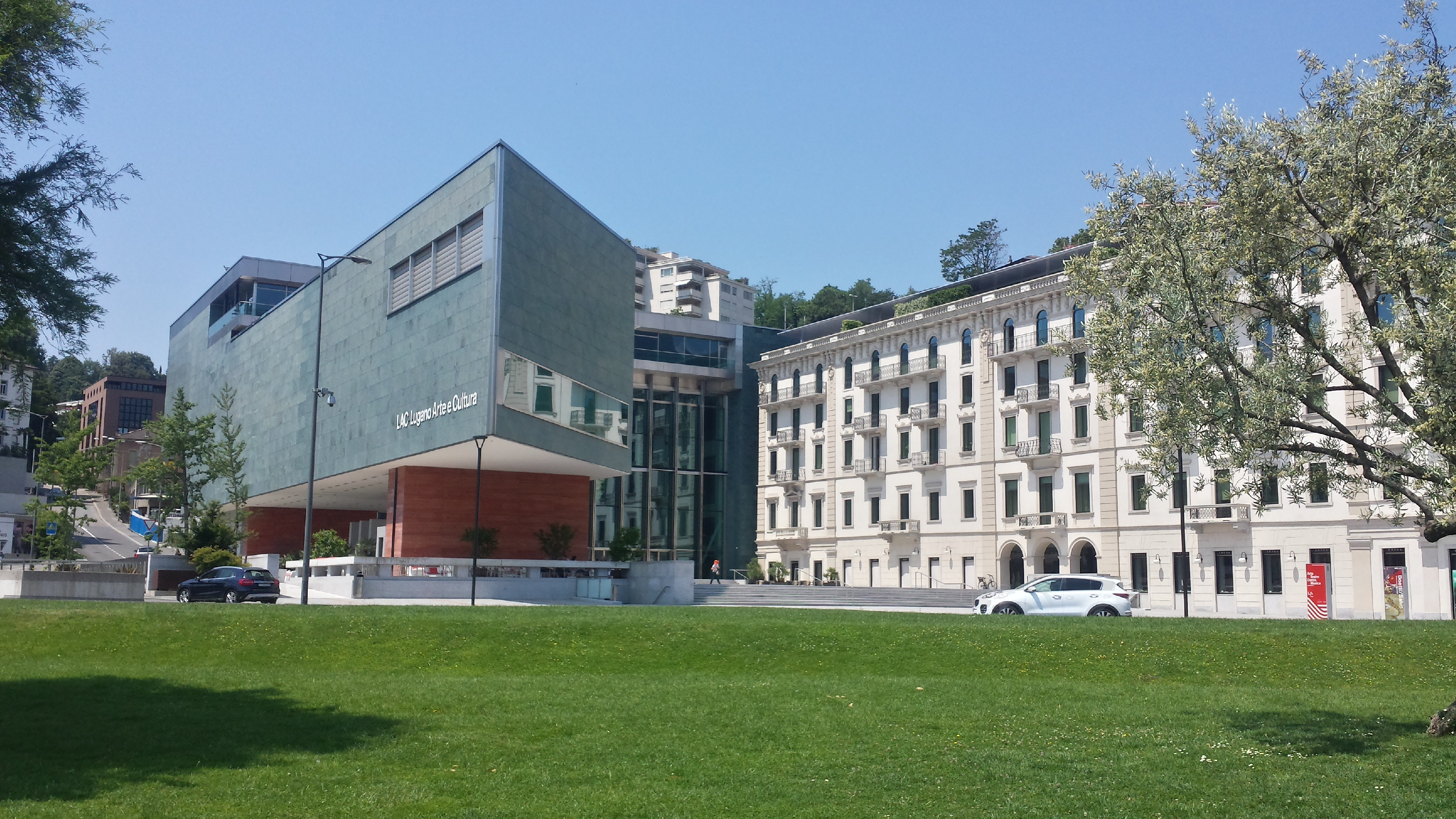
Ansicht des LAC Lugano

Lugano Arte e Cultura (LAC) ist ein Kunst- und Kulturzentrum mit Sitz in Lugano im Schweizer Kanton Tessin. Das LAC beherbergt das Museo d’arte della Svizzera italiana (MASI) und ist der Hauptaustragungsort von LuganoInScena und LuganoMusica.

## Geschichte
2001 hatten 130 Architekturbüros am Wettbewerb teilgenommen. Das Lugano Arte e Cultura wurde schliesslich vom Tessiner Architekten Ivano Gianola erbaut. Das LAC öffnete am 12. September 2015 seine Türen. Michel Gagnon ist seit der Eröffnung Direktor des Kunst- und Kulturzentrums.

## Architektur
Der Bau weist ein Volumen von 180'000 Kubikmetern auf und liegt am Ufer des Luganersees. Besucher betreten das Gebäude durch eine 650 Quadratmeter grosse Halle, die das Herz des Kunst- und Kulturzentrums darstellt. Das Museum erstreckt sich über drei Stockwerke mit einer Ausstellungsfläche von 2500 Quadratmetern. Der Theater- und Konzertsaal bietet Platz für bis zu 1000 Besucher.
2020 wurde der Rezeptionsbereich im Foyer vom Zürcher Architekturbüro grillovasiu neugestaltet.

## Ausstellungen
Die permanente Ausstellung des MASI besteht aus Kunstwerken der Stadt Lugano und des Kantons Tessin. Neben der permanenten Sammlung werden temporäre Ausstellungen gezeigt.
- 03.04 - 03.07.2022: Nach der Natur. Schweizer Fotografie im 19. Jahrhundert[6]
- 2018: Pablo Picasso – Uno sguardo differente[7]
- 2017 / 2018: < 30 – XIII Young Swiss art[8]
- 2017 / 2018: Sulle vie dell’Illuminazione[9]
- 2017: Meret Oppenheim[10]
- 2017: Wolfgang Laib[11]
- 2017: Craigie Horsfield – Of the Deep Present[12]
- 2017: Livio Bernasconi / Carol Bove[13]